# Daisuke Mori
Daisuke Mori (守 大助?, Mori Daisuke; 28 aprile 1971) è un infermiere e criminale giapponese, accusato di aver somministrato dosi letali di bloccante neuromuscolare vecuronio ai suoi pazienti nella clinica di Izumi-ku, Sendai.
Fu sospettato di essere un assassino seriale, sebbene sia stato condannato per un solo omicidio. 
Mori fu accusato dell'omicidio di una donna di 89 anni, Yukiko Shimoyama, il 24 novembre 2000. Fu anche sospettato di quattro tentati omicidi: una bambina di un anno il 2 febbraio 2000, una bambina di 11 anni il 31 ottobre 2000, un bambino di quattro anni il 13 novembre 2000, e un uomo di 45 anni il 24 novembre 2000. Fu arrestato il 6 gennaio 2001.
I colleghi di Mori iniziarono a sospettare di lui in quanto i suoi pazienti spesso finivano in condizioni critiche in modo veloce e senza una spiegazione logica. Inoltre, la vicedirettrice della clinica, durante un'ispezione, notò un'abbondante diminuzione di vecuronio dall'inventario. Nonostante ciò, passarono due settimane prima che la polizia venisse informata. Uno dei fattori che impedì alla clinica di scoprire gli atti commessi da Mori fu sicuramente uno scarso controllo della gestione dei farmaci.
Due giorni dopo l'inizio delle indagini della polizia, Mori fu licenziato. Quando se ne andò dalla clinica con i propri effetti personali, tentò di portare con sé delle fiale vuote, che furono successivamente analizzate dalla polizia, che rilevò tracce di vecuronio su di esse. Il pubblico ministero affermò che Mori volesse portare appositamente i suoi pazienti in condizioni critiche, per poi effettuare una rianimazione di emergenza, di modo da attirare l'attenzione.
Quando fu arrestato, riferì di aver ucciso almeno 10 persone. Tuttavia, quattro giorni dopo si dichiarò innocente, affermando che tutte le accuse contro di lui erano state inventate dalla polizia. Nello stesso ospedale ci furono varie controversie e morti in circostanze sospette, quindi i suoi avvocati difesero Mori spiegando che si trattasse solo di un capro espiatorio.
Il tribunale distrettuale di Sendai condannò Daisuke Mori all'ergastolo il 30 marzo 2004 per un omicidio e quattro tentati omicidi. La polizia giapponese sostenne che la massa molecolare del vecuronio fosse di 258, quando in realtà è di 557. La difesa di Mori sottolineò questa contraddizione; nonostante ciò l'alta corte mantenne la sentenza originale il 22 marzo 2006. Mori fece poi appello alla corte suprema, che il 25 febbraio 2008 confermò la medesima sentenza.